# بالينكي

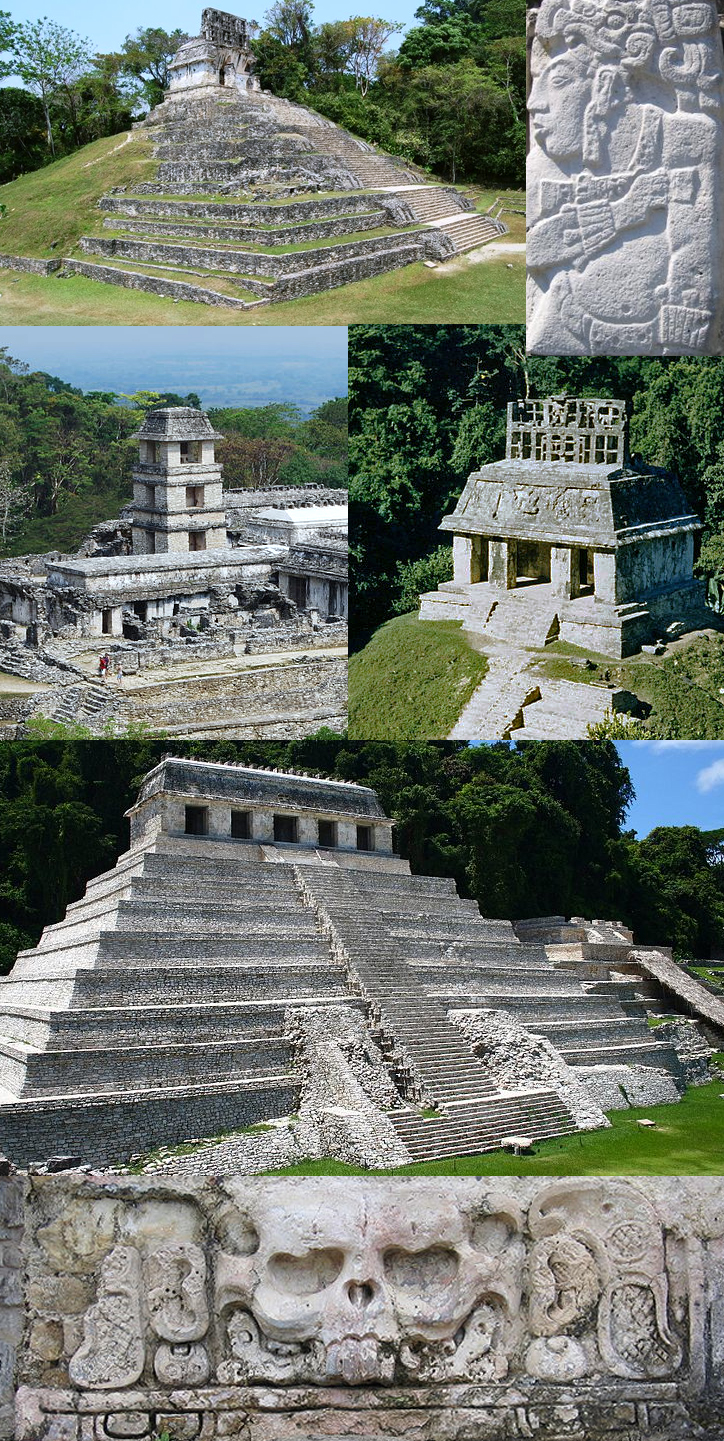

بالينكي (بالإسبانية: Palenque، واسمه بلغة يوكاتيك مايا باك Bàak')‏ هي مدينة مايانية في جنوب المكسيك التي ازدهرت في القرن السابع الميلادي. وتعود أطلال بالينكي إلى 226 قبل الميلاد وحتى 799 ميلادي. هجرها السكان بعد أفول نجمها وأصبحت مغطاة بغابات الارز والماهوجني والسابوديلا،  ولكن منذ ذلك الحين تم حفرها واعادة ترميمها وهي الآن موقع أثري شهير يجذب الآلاف من الزوار. وهي تقع بالقرب من نهر أوسوماسينتا في ولاية تشياباس المكسيكية، على بعد حوالى 130 كم (81 ميل) إلى الجنوب من مدينة سيوداد ديل كارمن، وهي ترتفع 150 م (164 ياردة) فوق مستوى سطح البحر. وجوها رطب ومتوسط درجة الحرارة بها 26 مئوية (79 فهرنهايت) ويبلغ معدل تساقط الأمطار بها 2160 ملم (85 بوصة).
مدينة بالينكي هي عبارة عن موقع متوسط الحجم، وأصغر بكثير من المواقع الضخمة الأخرى مثل تيكال وتشيتشن إيتزا وكوبان، ولكنه يحتوي على بعض من أروع ما أنتجته حضارة المايا من عمارة وأسقف ومنحوتات. وقد أعيد بناء جزء كبير من تاريخ بالينكي عبر قراءة النقوش الهيروغليفية على العديد من المعالم الأثرية. والمؤرخون لديهم الآن سلسلة طويلة من حكام بالينكي في القرن الخامس وعلى معرفة جيدة بالتنافس بين الدولة المدينة مع مدن أخرى مثل كالاكمول وتونينا. كان أشهر حكام بالينكي هو كينيتش جاناب باكال، أو باكال الكبير، حيث تم التنقيب عن قبره في معبد النقوش.
بحلول عام 2005، غطت المنطقة المكتشفة ما يصل من 2.5 كيلومتر مربع (1 ميل مربع)، ولكن التقديرات تشير إلى أن أقل من 10٪ من المساحة الكلية للمدينة تم استكشافه، حيث أن أكثر من ألف بناء ما تزال مجهولة وتغطيها الغابات.